# یونایتد پرس اینترنشنال

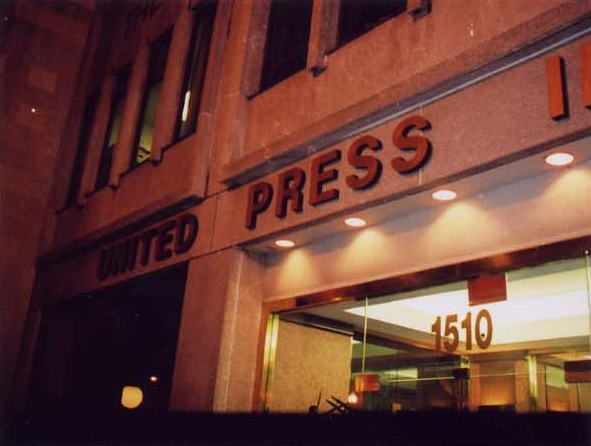
دفتر یونایتد پرس اینترنشنال در واشینگتن، دی.سی.

یونایتد پرس اینترنشنال (به انگلیسی: United Press International) (به اختصار: UPI) یک آژانس خبری پرمخاطب آمریکایی است که از سال ۱۹۵۸ تاکنون با این عنوان در حال فعالیت می‌باشد. نام این خبرگزاری در ابتدا یونایتد پرس اسوسیشن بود که در بین عموم، یونایتد پرس خوانده می‌شد. این خبرگزاری در سال ۱۹۰۷ با ادغام سه خبرگزاری کوچکتر ایجاد شد و از سال ۱۹۵۸ با عنوان خبرگزاری یونایتد پرس اینترنشنال فعالیت نموده که تا به امروز نیز ادامه داشته‌است.
این خبرگزاری از ۹۰ سال پیش تاکنون با خبرگزاری آسوشیتد پرس در سطح محلی و با رویترز، آسوشیتد پرس و خبرگزاری فرانسه در سطح جهانی، در حال رقابت بوده‌است. یونایتد پرس اینترنشنال در زمان اوج خود، دارای بیش از ۲۰۰۰ کارمند تمام وقت، ۲۰۰ دفترخانه در ۹۲ کشور مختلف و بیش از ۶۰۰۰ مشترک بود.